# عدوى داء المكنسات
عدوى داء المكنسات(بالإنجليزية: Penicilliosis)‏ داء المكنسيات هو عدوى تسببها فطور البنسليوم

## علم الأوبئة
مرة واحدة تعتبر نادرة، وزادت حدوثه بسبب الإيدز. هو الآن ثالث العدوى الانتهازية الأكثر شيوعا (بعد خارج الرئة والسل والمستخفيات) في الأفراد المصابين بالفيروس داخل المناطق في منطقة جنوب شرق آسيا.

## التشخيص والأعراض
عادة ما يتم التشخيص عن طريق التعرف على الفطريات من العينات السريرية. خزعات من آفات الجلد، والغدد الليمفاوية، ونخاع العظام وتبين وجود الكائنات الحية على التشريح.
الأعراض الأكثر شيوعا هي الحمى، والآفات الجلدية، فقر الدم، المعمم اعتلال عقد لمفية، وتضخم الكبد.

## السبب
سبب الإصابة بهذه السموم هو نتيجة الإصابة بأحد الفطريات من نوع البنيسيليوم (Penicillium marneffei )أحد أنواع الفطريات من نوع البنسيليوم)|Penicillium

## العلاج
يعالج فطر البنسليوم في المختبر وذلك من خلال تعريضه لعدة عوامل مضاد للفطريات بما في ذلك الكيتوكونازول، الايتراكونازول، ميكونازول، فلوسيتوزين، والأمفوتريسين B ؛ الوفاة قد تحدث بسبب فشل الكبد بسبب السموم التي تنشرها الفطريات في مجرى الدم. وارتفاع انزيمات الكبد في الدم يساعد على وضع التشخيص.

## وصلات إضافية
- Vanittanakom N, Cooper CR Jr, Fisher MC, Sirisanthana T. (2006). "Penicillium marneffei infection and recent advances in the epidemiology and molecular biology aspects". Clin Microbiol Rev. ج. 19 ع. 1: 95–110. DOI:10.1128/CMR.19.1.95-110.2006. PMC:1360277. PMID:16418525.{{استشهاد بدورية محكمة}}:  صيانة الاستشهاد: أسماء متعددة: قائمة المؤلفين (link)